# Unité (Hongrie)
Pour les articles homonymes, voir Unité.
Unité (en hongrois: Összefogás) est une alliance politique hongroise formée le 14 janvier 2014. Elle se compose de cinq partis politiques de centre gauche : le Parti socialiste hongrois (MSZP), Ensemble 2014 (E14), la Coalition démocratique (DK), Dialogue pour la Hongrie (PM) et le Parti libéral hongrois (MLP). 
Les cinq partis d'opposition ont décidé de présenter une liste commune pour l'élection parlementaire du printemps. La liste sera dirigée par le chef du MSZP, Attila Mesterházy, qui est le candidat de l'alliance de centre gauche pour le poste de Premier ministre de la Hongrie.
Le 6 mars 2014, son nom Összefogás (« solidarité, alliance ») est changé en Kormányváltás (« changement de gouvernement »).